# 화산중학교 (전북)
화산중학교(華山中學校)는 대한민국 전북특별자치도 완주군 화산면 화평리에 있는 사립 중학교이다.

## 학교 연혁
- 1963년 10월 1일 : 심의두 선생 성인교육 실시
- 1964년 4월 25일 : 화산학원 인가
- 1967년 12월 4일 : 화산고등공민학교 설립인가 및 6개교실 준공
- 1970년 3월 1일 : 화산중학교 개교
- 1977년 12월 19일 : 12학급 증설 인가
- 1985년 9월 10일 : 초대 김인숙 이사장 취임
- 1995년 8월 4일 : 학교법인 화봉학원으로 정관 변경 인가
- 2002년 10월 1일 : 다목적교실(강당) 신축
- 2005년 5월 1일 : 자율중학교 지정(전국형)
- 2006년 6월 26일 : 본관 3층 12개교실 증축
- 2007년 5월 11일 : 문무숙(기숙사) 2동 신축
- 2009년 8월 1일 : 교과교실제 연구 운영 선도학교 (선진형)
- 2010년 3월 1일 : 수학동(식당, 도서관, 공자학당) 및 사회과학동 준공
- 2019년 9월 1일 : 제6대 심웅택 교장 취임
- 2023년 4월 28일 : 제7대 심의두 이사장 취임
- 2023년 12월 30일 : 제57회 졸업 (총 졸업생 6,888명)

## 참고 자료
- 화산중학교 - 한국교육학술정보원 학교알리미